# Bruno Villabruna
Bruno Villabruna, född 1884 i Santa Giustina, nära Belluno i Veneto, död 1971, var en italiensk advokat och politiker.
Han blev vald till parlamentet år 1921. Efter att fascisterna tagit makten så gick han, till skillnad från många andra liberaler, med i den demokratiska oppositionen kring den gamla ledaren Giovanni Giolitti. När alla italienska politiska partier upplöstes i början av 1925 avslutade han sin politiska karriär och fortsatte arbetet som advokat.
I juli 1943, när Mussolini-regimen hade störtats, utsågs han till borgmästare av Turin, men var tvungen att avgå efter 45 dagar på grund av den tyska ockupationen. I det befriade norra Italien blev han år 1945 medlem av Consulta Nazionale och valdes 1946 till Assemblea Costituente. Han misslyckades med att bli vald till det första parlamentet i den Italienska republiken år 1948, men några månader senare utsågs han till generalsekreterare för Italiens liberala parti (PLI), som genomgick en stor kris som orsakats av hans högerextrema företrädare Roberto Lucifero. Villabruna försökte övertyga vänstergruppen Movimento Liberale Indipendente (MLI) under ledning av greve Nicolò Carandini att återvända till PLI, som de hade lämnat i början av 1948, men först i slutet av 1951 lyckades detta.
Under 1954 blev Villabruna närings- och handelsminister i Scelba-regeringen och överlät ledningen av det liberala partiet till Giovanni Malagodi. År 1955 lämnade han PLI tillsammans med Carandini och blev en av grundarna av Radical Party. Mellan 1958 och 1960 var han generalsekreteraren för detta parti och pensionerades helt efter dess upplösning 1962.
Villabruna dog 1971 i Torre Pellice, Pinerolo.